# Partecipanti alla Vuelta a España 2003
Elenco dei partecipanti alla Vuelta a España 2003.
Presero parte alla corsa 198 corridori, suddivisi in 22 squadre. Di questi 39 si ritirarono e 159 giunsero al traguardo di Madrid.

## Corridori per squadra
Nota: R ritirato, NP non partito, FT fuori tempo massimo, S squalificato
| Fassa Bortolo                     | Fassa Bortolo                     | Fassa Bortolo                     | iBanesto.com               | iBanesto.com               | iBanesto.com               | Rabobank                     | Rabobank                     | Rabobank                     |
| --------------------------------- | --------------------------------- | --------------------------------- | -------------------------- | -------------------------- | -------------------------- | ---------------------------- | ---------------------------- | ---------------------------- |
| 1                                 | Aitor González                    | R 14ª                             | 81                         | José Luis Arrieta          | 106º                       | 161                          | Steven de Jongh              | 146º                         |
| 2                                 | Juan José de los Ángeles          | 83º                               | 82                         | José Vicente García        | 108º                       | 162                          | Jan Boven                    | 141º                         |
| 3                                 | Dario Frigo                       | 21º                               | 83                         | Eladio Jiménez             | 48º                        | 163                          | Addy Engels                  | 114º                         |
| 4                                 | Volodymyr Hustov                  | 64º                               | 84                         | Pablo Lastras              | 55º                        | 164                          | Mathew Hayman                | 137º                         |
| 5                                 | Sergej Ivanov                     | 103º                              | 85                         | Francisco Mancebo          | 5º                         | 165                          | Karsten Kroon                | 100º                         |
| 6                                 | Alessandro Petacchi               | 120º                              | 86                         | Aitor Osa                  | 25º                        | 166                          | Levi Leipheimer              | 58º                          |
| 7                                 | Matteo Tosatto                    | 134º                              | 87                         | Unai Osa                   | 9º                         | 167                          | Michael Rasmussen            | 7º                           |
| 8                                 | Guido Trenti                      | 153º                              | 88                         | Leonardo Piepoli           | 23º                        | 168                          | Ronald Mutsaars              | 138º                         |
| 9                                 | Sven Montgomery                   | NP 18ª                            | 89                         | Juan Miguel Mercado        | 56º                        | 169                          | Beat Zberg                   | 77º                          |
| US Postal Service p/b Berry Floor | US Postal Service p/b Berry Floor | US Postal Service p/b Berry Floor | Kelme-Costa Blanca         | Kelme-Costa Blanca         | Kelme-Costa Blanca         | Saeco Macchine per Caffè     | Saeco Macchine per Caffè     | Saeco Macchine per Caffè     |
| 11                                | Roberto Heras                     | 1º                                | 91                         | Óscar Sevilla              | 12º                        | 171                          | Igor Astarloa                | NP 11ª                       |
| 12                                | Michael Barry                     | 78º                               | 92                         | Francisco Cabello          | 113º                       | 172                          | Giosuè Bonomi                | R 4ª                         |
| 13                                | Manuel Beltrán                    | 6º                                | 93                         | Jesús Manzano              | NP 20ª                     | 173                          | Antonio Bucciero             | R 10ª                        |
| 14                                | George Hincapie                   | R 15ª                             | 94                         | Carlos García Quesada      | 74º                        | 174                          | Juan Manuel Fuentes          | 121º                         |
| 15                                | Benoît Joachim                    | 81º                               | 95                         | José Enrique Gutiérrez     | 34º                        | 175                          | Gerrit Glomser               | S 7ª                         |
| 16                                | Floyd Landis                      | 76º                               | 96                         | David Latasa               | 46º                        | 176                          | Nicola Gavazzi               | R 3ª                         |
| 17                                | Matthew White                     | 127º                              | 97                         | Antonio Tauler             | 97º                        | 177                          | Christian Pepoli             | 148º                         |
| 18                                | José Luis Rubiera                 | 80º                               | 98                         | Alejandro Valverde         | 3º                         | 178                          | Igor Pugaci                  | 147º                         |
| 19                                | Max van Heeswijk                  | 139º                              | 99                         | Constantino Zaballa        | 30º                        | 179                          | Ivan Quaranta                | R 1ª                         |
| ONCE-Eroski                       | ONCE-Eroski                       | ONCE-Eroski                       | Labarca 2-Café Baqué       | Labarca 2-Café Baqué       | Labarca 2-Café Baqué       | Team Bianchi                 | Team Bianchi                 | Team Bianchi                 |
| 21                                | Igor González de Galdeano         | 4º                                | 101                        | Gustavo Otero              | 115º                       | 181                          | Ángel Casero                 | NP 13ª                       |
| 22                                | José Azevedo                      | R 10ª                             | 102                        | Félix Cárdenas             | 8º                         | 182                          | Félix García Casas           | 15º                          |
| 23                                | Marcos Serrano                    | 14º                               | 103                        | Francisco Cerezo           | 96º                        | 183                          | Aitor Garmendia              | 122º                         |
| 24                                | Jan Hruška                        | 123º                              | 104                        | César García Calvo         | 111º                       | 184                          | Fabrizio Guidi               | 82º                          |
| 25                                | Jörg Jaksche                      | 129º                              | 105                        | José Javier Gómez          | R 11ª                      | 185                          | Jaime Hernández              | R 8ª                         |
| 26                                | Isidro Nozal                      | 2º                                | 106                        | Francisco Gutiérrez        | 158º                       | 186                          | Francisco José Lara          | 59º                          |
| 27                                | Mikel Pradera                     | 119º                              | 107                        | Iván Herrero               | 130º                       | 187                          | David Plaza                  | R 3ª                         |
| 28                                | Joaquim Rodríguez                 | 26º                               | 108                        | David López García         | 47º                        | 188                          | Thorsten Rund                | 142º                         |
| 29                                | Ángel Vicioso                     | 67º                               | 109                        | Sergio Pérez Gómez         | S 9ª                       | 189                          | Raphael Schweda              | 104º                         |
| Alessio                           | Alessio                           | Alessio                           | Lampre-Daikin              | Lampre-Daikin              | Lampre-Daikin              | Team CSC                     | Team CSC                     | Team CSC                     |
| 31                                | Alessandro Bertolini              | 112º                              | 111                        | Wladimir Belli             | Rº                         | 191                          | Carlos Sastre                | 35º                          |
| 32                                | Andrea Brognara                   | R                                 | 112                        | Rubens Bertogliati         | 154º                       | 192                          | Thomas Bruun Eriksen         | 149º                         |
| 33                                | Stefano Casagranda                | 135º                              | 113                        | Simone Bertoletti          | 143º                       | 193                          | Manuel Calvente              | 24º                          |
| 34                                | Alberto Vinale                    | 151º                              | 114                        | Mariano Piccoli            | 99º                        | 194                          | Bekim Christensen            | 136º                         |
| 35                                | Angelo Furlan                     | 150º                              | 115                        | Alessandro Cortinovis      | NP 6ª                      | 195                          | Julian Dean                  | FT 7ª                        |
| 36                                | Ruslan Ivanov                     | R                                 | 116                        | Juan Manuel Gárate         | 69º                        | 196                          | Peter Luttenberger           | 62º                          |
| 37                                | Denis Lunghi                      | 50º                               | 117                        | Daniele Righi              | 125º                       | 197                          | Fränk Schleck                | R 11ª                        |
| 38                                | Cristian Moreni                   | 49º                               | 118                        | Francisco Vila             | 52º                        | 198                          | Nicki Sørensen               | 87º                          |
| 39                                | Davide Frattini                   | S 7ª                              | 119                        | Ján Svorada                | R 7ª                       | 199                          | Michael Sandstød             | 152º                         |
| Cofidis, le Crédit par Téléphone  | Cofidis, le Crédit par Téléphone  | Cofidis, le Crédit par Téléphone  | Milaneza-MSS               | Milaneza-MSS               | Milaneza-MSS               | Team Telekom                 | Team Telekom                 | Team Telekom                 |
| 41                                | David Millar                      | 102º                              | 121                        | Claus Michael Møller       | 33º                        | 201                          | Erik Zabel                   | 72º                          |
| 42                                | Daniel Atienza                    | 32º                               | 122                        | Gonçalo Amorim             | 39º                        | 202                          | Mario Aerts                  | 51º                          |
| 43                                | Angelo Lopeboselli                | 90º                               | 123                        | Paulo Barroso              | 132º                       | 203                          | Cadel Evans                  | NP 4ª                        |
| 44                                | Íñigo Cuesta                      | 22º                               | 124                        | Pedro Cardoso              | 40º                        | 204                          | Jan Schaffrath               | R 4ª                         |
| 45                                | Peter Farazijn                    | NP 14ª                            | 125                        | Txema del Olmo             | 16º                        | 205                          | Torsten Hiekmann             | 75º                          |
| 46                                | Bingen Fernández                  | 85º                               | 126                        | Ángel Edo                  | 70º                        | 206                          | Bobby Julich                 | 95º                          |
| 47                                | Dmitrij Fofonov                   | 105º                              | 127                        | Joan Horrach               | 28º                        | 207                          | Stephan Schreck              | 101º                         |
| 48                                | Luis Pérez                        | 10º                               | 128                        | Fabian Jeker               | 65º                        | 208                          | Christian Werner             | 27º                          |
| 49                                | Guido Trentin                     | 19º                               | 129                        | Renato Gomes da Silva      | 68º                        | 209                          | Steffen Wesemann             | 110º                         |
| Colchon Relax-Fuenlabrada         | Colchon Relax-Fuenlabrada         | Colchon Relax-Fuenlabrada         | Paternina-Costa de Almería | Paternina-Costa de Almería | Paternina-Costa de Almería | Vini Caldirola-Saunier Duval | Vini Caldirola-Saunier Duval | Vini Caldirola-Saunier Duval |
| 51                                | Santiago Blanco                   | 61º                               | 131                        | José Antonio Pecharromán   | R 5ª                       | 211                          | Massimo Apollonio            | R 7ª                         |
| 52                                | Nacor Burgos                      | 89º                               | 132                        | Rafael Casero              | 86º                        | 212                          | Gianluca Sironi              | 140º                         |
| 53                                | Josep Jufré                       | 20º                               | 133                        | Pedro Díaz Lobato          | 117º                       | 213                          | Patrick Calcagni             | 128º                         |
| 54                                | Óscar Laguna                      | 109º                              | 134                        | Jorge Ferrío               | 57º                        | 214                          | Giampaolo Cheula             | 107º                         |
| 55                                | José Manuel Maestre               | 159º                              | 135                        | Domingo Sánchez            | R 19ª                      | 215                          | David de la Fuente           | 156º                         |
| 56                                | David Navas                       | 71º                               | 136                        | Carlos Golbano             | 84º                        | 216                          | Simone Masciarelli           | 126º                         |
| 57                                | Germán Nieto                      | 155º                              | 137                        | José Luis Martínez         | 63º                        | 217                          | Pietro Zucconi               | 133º                         |
| 58                                | Benjamín Noval                    | 45º                               | 138                        | Carlos Torrent             | 41º                        | 218                          | Oscar Mason                  | NP 4ª                        |
| 59                                | José Luis Rebollo                 | 43º                               | 139                        | Joaquín López              | 93º                        | 219                          | Fred Rodriguez               | 116º                         |
| Domina Vacanze-Elitron            | Domina Vacanze-Elitron            | Domina Vacanze-Elitron            | Phonak Hearing Systems     | Phonak Hearing Systems     | Phonak Hearing Systems     |                              |                              |                              |
| 61                                | Mario Cipollini                   | NP 2ª                             | 141                        | Alex Zülle                 | R 9ª                       |                              |                              |                              |
| 62                                | Santos González                   | 11º                               | 142                        | Niki Aebersold             | 144º                       |                              |                              |                              |
| 63                                | Giovanni Lombardi                 | 79º                               | 143                        | Gonzalo Bayarri            | 157º                       |                              |                              |                              |
| 64                                | M. Ángel Martín Perdiguero        | 36º                               | 144                        | Cyril Dessel               | R 7ª                       |                              |                              |                              |
| 65                                | Gianpaolo Mondini                 | 131º                              | 145                        | Juan Carlos Domínguez      | R 8ª                       |                              |                              |                              |
| 66                                | Kyrylo Pospjejev                  | 37º                               | 146                        | Bert Grabsch               | 88º                        |                              |                              |                              |
| 67                                | Michele Scarponi                  | 13º                               | 147                        | Óscar Pereiro              | 17º                        |                              |                              |                              |
| 68                                | Francesco Secchiari               | R 7ª                              | 148                        | Santiago Pérez             | 44º                        |                              |                              |                              |
| 69                                | Filippo Simeoni                   | 118º                              | 149                        | Aljaksandr Usaŭ            | 145º                       |                              |                              |                              |
| Euskaltel-Euskadi                 | Euskaltel-Euskadi                 | Euskaltel-Euskadi                 | Quick Step-Davitamon       | Quick Step-Davitamon       | Quick Step-Davitamon       |                              |                              |                              |
| 71                                | Gorka Arrizabalaga                | 98º                               | 151                        | Richard Virenque           | S 9ª                       |                              |                              |                              |
| 72                                | David Etxebarria                  | 29º                               | 152                        | Tom Boonen                 | 92º                        |                              |                              |                              |
| 73                                | Unai Etxebarria                   | 54º                               | 153                        | David Cañada               | 53º                        |                              |                              |                              |
| 74                                | Iker Flores                       | 18º                               | 154                        | Pedro Horrillo             | 124º                       |                              |                              |                              |
| 75                                | Gorka González                    | 38º                               | 155                        | Patrick Sinkewitz          | 73º                        |                              |                              |                              |
| 76                                | Iñaki Isasi                       | 91º                               | 156                        | Bram Tankink               | 94º                        |                              |                              |                              |
| 77                                | Roberto Laiseka                   | 60º                               | 157                        | Kurt Van De Wouwer         | 66º                        |                              |                              |                              |
| 78                                | José Alberto Martínez             | 31º                               | 158                        | Frank Vandenbroucke        | R 7ª                       |                              |                              |                              |
| 79                                | Gorka Gerrikagoitia               | NP 18ª                            | 159                        | Jurgen Van Goolen          | 42º                        |                              |                              |                              |

## Ciclisti per nazione
Le nazionalità rappresentate nella manifestazione sono 23; in tabella il numero dei ciclisti suddivisi per la propria nazione di appartenenza:
| Numero ciclisti | Nazione                                                                     |
| --------------- | --------------------------------------------------------------------------- |
| 90              | Spagna                                                                      |
| 36              | Italia                                                                      |
| 11              | Germania                                                                    |
| 8               | Svizzera                                                                    |
| 7               | Paesi Bassi, Stati Uniti                                                    |
| 6               | Belgio, Danimarca                                                           |
| 5               | Portogallo                                                                  |
| 3               | Australia                                                                   |
| 2               | Austria, Rep. Ceca, Francia, Lussemburgo, Moldavia, Ucraina                 |
| 1               | Bielorussia, Canada, Colombia, Gran Bretagna, Kazakistan, Russia, Venezuela |